# Quién contra mí
Quién contra mí es el álbum de estudio debut del cantante puertorriqueño Yandel, en ese momento integrante del dúo Wisin & Yandel, como solista. Fue publicado el 15 de septiembre de 2003 a través de Fresh Productions, contiene las colaboraciones de Alexis & Fido y Tego Calderón.
Del álbum se extrajeron los sencillos «Te suelto el pelo», «Ya yo me cansé» y «En la disco me conoció». En 2007 fue reeditado bajo la discográfica Machete Music.

## Lista de canciones
| N.º   | Título                                                          | Productor(es)     | Duración |  |
| 1.    | «Intro»                                                         | Yomi              | 1:50     |  |
| 2.    | «Te suelto el pelo»                                             | DJ Sonic · Yomi   | 2:16     |  |
| 3.    | «Ya me cansé»                                                   | Luny Tunes · Fido | 2:35     |  |
| 4.    | «Mami, yo quisiera quedarme» (con Alexis)                       | Luny Tunes · Yomi | 3:06     |  |
| 5.    | «Donde está mi gata»                                            | DJ Sonic          | 2:44     |  |
| 6.    | «Búscame»                                                       | Luny Tunes        | 2:25     |  |
| 7.    | «Say Ho!»                                                       | Luny Tunes        | 3:12     |  |
| 8.    | «La calle me la pidió» (con Tego Calderón)                      | Luny Tunes        | 3:05     |  |
| 9.    | «Perreo»                                                        | DJ Joe            | 3:17     |  |
| 10.   | «En la disco me conoció» (con Fido)                             | DJ Joe            | 2:30     |  |
| 11.   | «Dembow (Remix)»                                                | Luny Tunes        | 2:11     |  |
| 12.   | «Listo para el cantazo (Bonus Track)» (Interpretado por Alexis) | Luny Tunes        | 2:36     |  |
| 31:53 |                                                                 |                   |          |  |

| Bonus CD Edition |                                                 |          |  |
| N.º              | Título                                          | Duración |  |
| 13.              | «Te suelto el pelo (Vídeo)» (con Alexis & Fido) | 3:58     |  |
| 14.              | «Yo ya me cansé (Vídeo)»                        | 2:50     |  |
| 15.              | «Say Ho! (Vídeo)»                               | 1:42     |  |

## Posicionamiento en listas
| Listas (2003)                       | Mejor posición |
| ----------------------------------- | -------------- |
| Estados Unidos (Latin Pop Albums)   | 8              |
| Estados Unidos (Top Latin Albums)   | 24             |
| Estados Unidos (Independent Albums) | 40             |

| Listas (2007)                        | Mejor posición |
| ------------------------------------ | -------------- |
| Estados Unidos (Latin Rhythm Albums) | 17             |

## Historial de lanzamiento
| País        | Fecha                    | Formato        | Edición   | Discográfica                              | Ref.  |
| ----------- | ------------------------ | -------------- | --------- | ----------------------------------------- | ----- |
| Puerto Rico | 15 de septiembre de 2003 | Disco compacto | Estándar  | Fresh Productions                         | [ 1 ] |
| Mundo       | 13 de enero de 2004      | Disco compacto | Estándar  | Fresh Productions · Líderes Entertainment | [ 6 ] |
| Mundo       | 30 de enero de 2007      | Disco compacto | Reedición | Machete Music · UMG                       | [ 7 ] |